# Föglö
Föglö este o comună din Finlanda.